# Chicoreus woelflingi
Chicoreus woelflingi ist eine marine Art der Schnecken, genauer der Stachelschnecken, die in zwei Unterarten im Indopazifik verbreitet ist. Die Art wurde 2024 als eigene Art beschrieben und von Chicoreus palmarosae abgetrennt.

## Merkmale
Für die Gattung hat die Art ein mittelgroßes Gehäuse. Die Gehäuse der Typusserie des Nominotypischen Taxons sind zwischen 80,5 und 119 mm lang, die Gehäuse der Typusserie der Unterart Chicoreus woelflingi lamarcki 100 bis 126 mm lang. Die Färbung ist hellgelb, mit deutlich dunkleren, fast braunen Spirallinien an der Spitze. Die Spitze der Stacheln ist deutlich heller und tendiert zu blassem Rosa. Die Zähne an der Lippe, das Peristom, die Innenseite des Rachens und der Mündungsteil des Siphonalkanals sind weiß. Der Apex (Spitze) ist mäßig hoch, der abgeflachte Protoconch hellrosa mit zwei Umgängen (paucispiral). Es sind sieben konvexe Teleoconch-Windungen sichtbar, die Naht ist eingedrückt. An den Teleoconch-Windungen befinden sich Varicen mit rauen Blattdornen, die zur Spitze hin leicht gebogen sind. Die erste befindet sich auf der Spira, die siebte und achte auf dem letzten Umgang. Der am Rand gelegene obere Dorn, ist größer als die unteren. Vier weitere Dornen sind auf der Lippe, von denen der dem Apex am nächsten liegende, größer ist. Zwei kleinere und weniger hervorstehende sekundäre Dornen befinden sich am Siphonalkanal, gelegentlich ist hier ein dritter und nur schwach angedeuteter Dorn vorhanden. Spiralförmige Stränge verbinden die Varicen. Die Mündung ist oval, die konvexe Außenlippe weist eine scharfe Kante auf und ist mit Zähnen bedeckt, die manchmal paarweise auftreten und einer schwachen inneren Lyra-Form entsprechen. Die Innenlippe ist gleichmäßig konkav, glatt, hinten anliegend, vorne leicht aufgerichtet und weist zahlreiche, leicht lyraförmige Tuberkeln auf, die abwechselnd weiß und braun gefärbt sind, im distalen Bereich deutlicher und im abapikalen Bereich fast nicht vorhanden sind. Der hintere Sinus ist mäßig ausgeprägt und von umgekehrter U-Form. Der lange Siphonalkanal ist leicht gewölbt, auf der rechten Seite konkav und dorsal leicht vorspringend. Das ovale Operculum ist leicht verlängert, spiegelt die Öffnung wider, und hat etwa zehn ovale Wachstumslinien.
Die Unterart C. w. lamarcki ist größer, typischerweise dunkler, hat kürzere, kräftigere, aber weniger hervortretende Varicen, einen kürzeren Siphonalkanal und eine länglichere Form. Zudem sind die Tuberkeln an der Innenlippe dunkler gefärbt und bedecken vor allem die gesamte Parietalfläche.
Eine ähnliche Art ist Chicoreus palmarosae (Syn. Chicoreus torrefactus). Bei ihr sind die Varicen weniger ausgeprägt und dunkler. Zudem ist nur bei C. woelflingi die Innenlippe derart gleichmäßig konkav, glatt, nach hinten anhaftend und nach vorne leicht aufrecht mit zahlreichen, leicht lyraförmigen Tuberkeln, die abwechselnd weiß und braun sind. Die Mündung ist bei C. palmarosae außerdem größer und der Siphonalkanal kürzer. Der Protoconch ist weniger rosafarben.

## Verbreitung
Bekannte Fundorte der Art liegen vor den Küsten von Sri Lanka, Südindien, Thailand, Ostindonesien, den Philippinen, Somalia, Réunion, Nordmadagaskar und Südafrika (KwaZulu-Natal). Die Unterart C. w. lamarcki lebt vor den Küsten der Philippinen (Samar, Olango, Davao, Zamboanga) und des Ostens von Indonesien, also im westlichen Pazifischen Ozean, während die Nominatform C. w. woelflingi von Thailand im Osten bis zu den Küsten Ostafrikas, und somit im Indischen Ozean, verbreitet ist.

## Lebensraum und Lebensweise
Über die Ökologie der Art ist bisher nichts bekannt.

## Taxonomie
Die Art wurde 2024 vom italienischen Malakologen Tiziano Cossignani als Chicoreus woelflingi erstbeschrieben. Das Art-Epitheton wurde zu Ehren des deutschen Ökologen Mirko Wölfling benannt. Die Typuslokalität ist Kalpitiya auf Sri Lanka. Der Holotypus ist 100,5 mm lang und befindet sich im Museo Malacologico Piceno in Cupra Marittima.
Neben dem Nominotypischen Taxon Chicoreus woelflingi woelflingi wurde noch die Unterart Chicoreus woelflingi lamarcki T. Cossignani, 2024 beschrieben. Der Holotypus der Unterart ist 125,9 mm lang und befindet sich ebenfalls im Museo Malacologico Piceno. Die Typuslokalität ist Samar auf den Philippinen. Das Epitheton wurde zu Ehren von Jean-Baptiste de Lamarck benannt.